# 天津增九
天鵝座P （天鵝座 34），中文名天津增九，是在天鵝座的一顆變星。它是一顆超巨星的高光度藍變星，恆星光譜分類為B1la+，是在銀河中最亮的恆星之一。這顆恆星與地球的距離在5000至6000光年。

## 觀測史
在它的視星等於16世紀突然增亮至3等星之前，沒有人知道這顆恆星。他在1600年8月8日首度被荷蘭天文學家、數學家和地球儀製造者威廉·布劳觀測到。6年之後，這顆星的光度緩緩減弱，在1626年降至肉眼可見的亮度之下，在1655年又再度變亮，但是在1662年又變暗。在1665年發生另一次的爆發，之後就是無數次的波動。從1715年起，天鵝座 P維持在5等星的亮度，並且只有微小的變動。目前，它的光度是+4.8± 0.5。

## 性質
由於它穩定的性質，天鵝座P有時被稱為永久新星；但是，它的行為已經不再被認為會涉及真新星的過程。
像天鵝座 P這樣的高光度藍變星是非常罕見和短命的，只出現在星系內恆星劇烈生成的恆星高密度區。LBV的質量是如此的巨大（質量通常是太陽的50倍，而光度明亮數萬倍），使得它們的核燃料消耗得非常快。在閃耀了數百萬年後（相對的太陽可以照耀數十億年），它們爆發成為超新星。最近出現的一顆超新星SN 2006gy  ，前身就是一顆與天鵝座 P相似的LBV，只是它存在於遙遠的星系。
天鵝座P的名稱也是光譜特徵的一種類型，在其譜線中同時有著吸收線和發射線，這顯示有一個正在膨脹的氣體外殼正遠離恆星中。相對於靜止譜線的波長，發射瓣有紅移，而吸收瓣有藍移。這種型態被用在許多類型恆星風的研究上，它們往往也是辨認高光度藍變星的指標。

## 外部連結
- Spectrum （页面存档备份，存于）
- P Cygni